# La Opinión (Los Ángeles)
La Opinión es el diario en español más leído de Estados Unidos, fundado en 1926 en Los Ángeles (el mercado hispano más grande de Estados Unidos). Es el segundo diario más leído en Los Ángeles, tras Los Angeles Times (el tercer periódico de mayor distribución en EE. UU.). Tiene su sede en el MCI Center, Downtown Los Ángeles.

## Historia
El diario fue fundado por Ignacio E. Lozano en 1926 (16 de septiembre, fecha que coincidió con la Independencia de México) y ha sido mantenida por sus hijos y nietos, de hecho, la directora general actual de La Opinión es Mónica Lozano.
La familia Lozano salió de México a principios del siglo XX. Escaparon de la injusticia social y los disturbios políticos que acosaban al país en ese momento y que motivaron la Revolución mexicana. Primero se asentaron en San Antonio, Texas, en 1908. La pasión del Sr. Lozano por el periodismo y su misión de establecer un verdadero diario independiente, lo llevaron a fundar el diario en español La Prensa, en 1913 en San Antonio.
En 1953, Ignacio E. Lozano murió en Los Ángeles. Tras su muerte Ignacio E. Lozano, hijo asumió el cargo de director general de La Opinión.
Durante los años 80 se produjo un tremendo crecimiento de las ventas del periódico. Si a principios de los 80 la circulación era de unos 35.000 ejemplares, en 1990 superó los 100.000 ejemplares. En este periodo la calidad de impresión mejoró y el color fue introducido en las páginas del diario
En el 2000, se creó La Opinión Digital, que es la versión del diario en Internet.
Desde el 2004 su publicación corre a cargo de ImpreMedia que es la mayor compañía de edición de periódicos en español.
En septiembre de 2014 La Opinión pasó a imprimir sus ediciones en formato tabloide.

## Distribución
La Opinión comenzó vendiéndose en la ciudad de Los Ángeles pero actualmente llega a los cinco condados del Sur de California.
En 2012 tuvo una circulación promedio diaria de 116.256 ejemplares de lunes a viernes, el sábado 53.325 y 38.167 el domingo. En 2007 tuvo 520.397 lectores diarios y un total de 1,2 millones semanales.

## Secciones
1. Primera Página.
2. Noticias de LA y California.
3. Noticias de Estados Unidos.
4. Noticias de Latinoamérica.
5. Noticias del Mundo.
6. Negocios.
7. Editorial.
8. Columnistas.
9. Deportes.
10. Inmigración.
11. Especiales.

Tiene además secciones de Trabajo, Educación y Medio Ambiente.
En su página web se encuentran las secciones especiales de:
1. Foro (sobre temas actuales con secciones de Discusión general, de L.A., EE. UU., Latinoamérica y el Mundo)
2. Empleos
3. Calendario comunitario (de eventos).
4. Tecnología (especialmente referido a la informática e internet).
5. Salud (Salud familiar, nutrición, medicina preventiva, sexualidad, salud mental, enfermedades (diabetes, cáncer, sida), salud dental...etc).
6. Notikitos (La Opinión infantil).

## Columnistas
- David Torres
- Carmen Villavicencio
- Dolores Prida
- Eridania Bidó Fernández
- Geovanny Vicente Romero
- Gerson Borrero
- Maribel Hastings
- Mario Eduardo Concha Ampuero
- Melissa Mark-Viverito
- Virginia Gaglianone

## Publicaciones gratuitas
La Opinión también distribuye La Vibra, una guía de entretenimiento semanal donde la música, el cine y la TV son sus principales secciones. Se distribuye desde el 2001 con una circulación semanal de 528.192 ejemplares.
La Opinión Contigo, una publicación gratis del fin de semana.
Tiene 348.795 lectores semanales, y es enviada a más de 255.091 hogares en zonas de alta densidad hispana: Este de Los Ángeles, Huntington Park, Montebello/El Monte, Santa Ana y el Valle de San Fernando.